# Elizabeth F. Neufeld
Elizabeth Fondal Neufeld (27 de septiembre de 1928) es una genetista estadounidense cuya investigación se centra en la base genética de la enfermedad metabólica en los seres humanos.

## Vida
Neufeld y su familia ruso judía emigraron a los Estados Unidos desde París en 1940; abandonaron Europa como refugiados para escapar la persecución Nazi. La familia se instaló en Nueva York, donde asistió al Hunter College High School antes de graduarse en el Queens College en 1948 en Ciencias. Trabajó como asistente de investigación en el Jackson Laboratory en Bar Harbor, Maine mirando hematología en ratones. Más tarde, asistió a la University of California, Berkeley, donde se doctoró en 1956 por su trabajo sobre nucleótidos e hidratos de carbono complejos.
Neufeld ha sido ampliamente reconocida por sus contribuciones a la ciencia. Ha sido premiada con el Wolf Prize, el Albert Lasker Award for Clinical Medical Research, y el National Medal of Science en 1994 "por sus contribuciones a la comprensión de las enfermedades de depósito lisosomal, lo que demuestra la fuerte vinculación entre la investigación científica básica y aplicada."
Neufeld se retiró en 2004 de UCLA como Catedrática del Departamento de Química Biológica, una posición que  ocupa desde 1984.